# 大木雅彦
大木 雅彦（おおき まさひこ、1945年 - ）は、日本の建築家。日本設計で建築家として活躍。東京都生まれ。
1969年、日本大学理工学部建築学科卒業後､日本設計勤務。1972年から1973年、前川國男建築設計事務所勤務。1973年から1975年、ロサンジェルス･カジマアソシエイツ勤務。1976年、日本設計へ復職し、現在､同第1建築設計群プロジェクト部長。
おもな作品に日仏会館(建築学会作品選集)など。